# Chêne de Hersberg

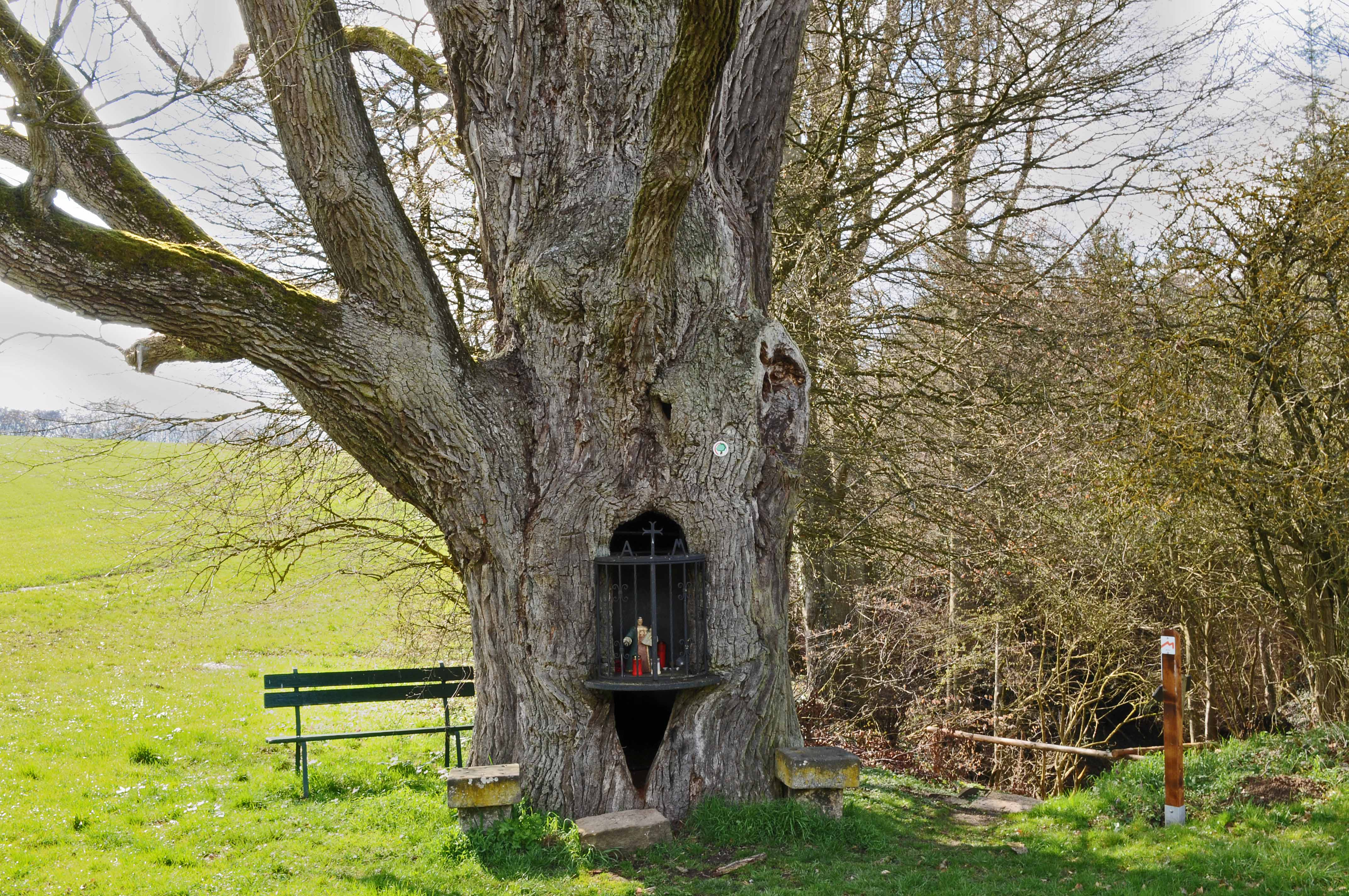
Le chêne et sa statuette de la Vierge à l’enfant

Le chêne de Hersberg, ou chêne d'Altrier, est un chêne pédonculé (Quercus robur) classé parmi les arbres remarquables du Luxembourg. L'arbre, dont le tronc héberge une statue de la sainte Vierge, est un lieu de pèlerinage marial, local et transfrontalier. 
Le chêne est situé dans une dépression au bord de la route qui relie les deux localités luxembourgeoises d'Altrier et de Hersberg (commune de Bech), à environ 24 km au nord-est de la ville de Luxembourg. Son âge est estimé à environ 500 ans.

## Religion
Chaque année, au soir du 15 août (fête de l'Assomption), une procession aux flambeaux se rend au son des cloches auprès du Bildchen, où une messe solennelle est ensuite célébrée.
Le nom luxembourgeois du site, Heeschbrecher Bildchen, fait référence à la statue de la Vierge (Bildchen) installée dans le creux du tronc de l'arbre.

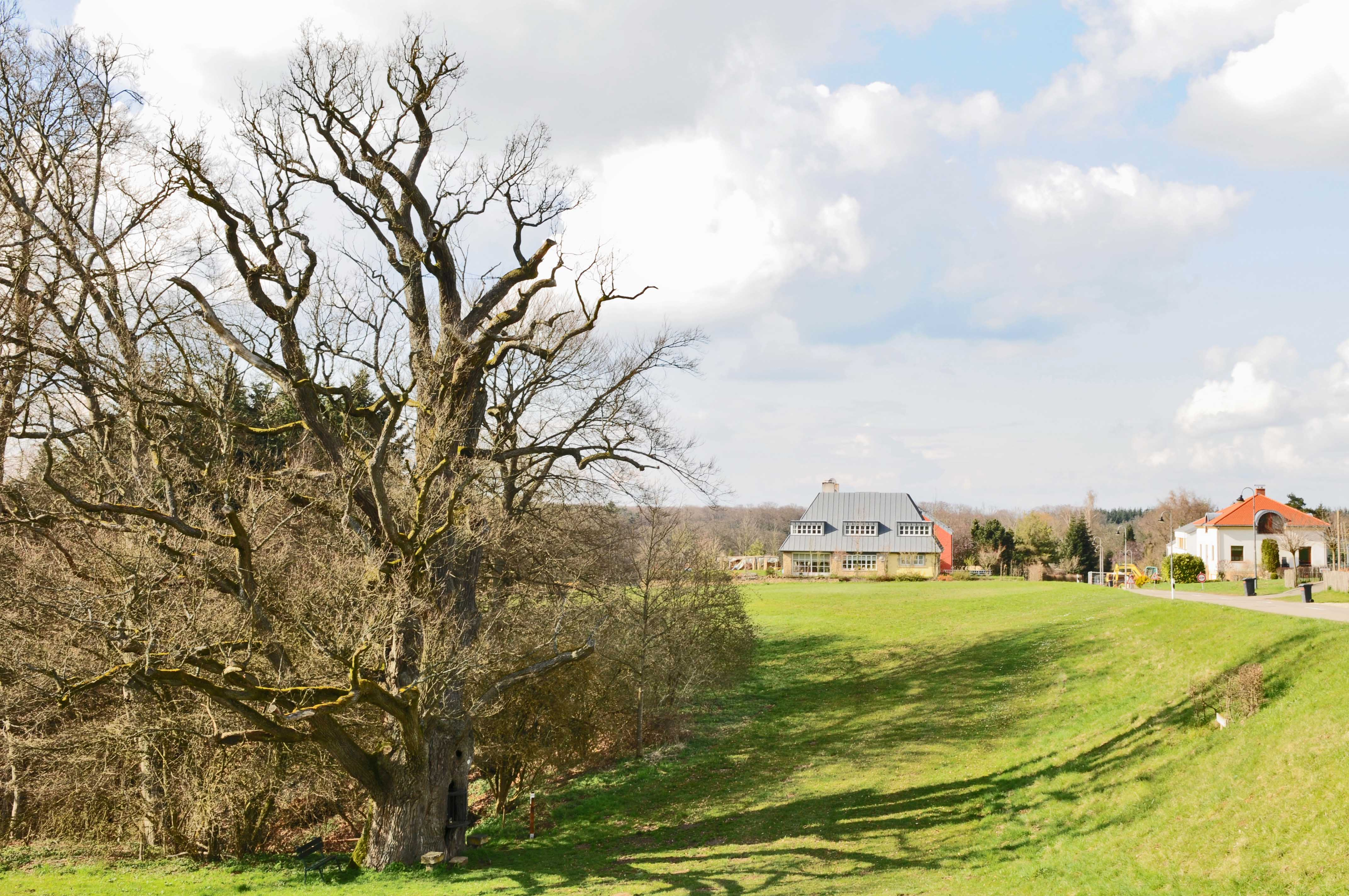
Le chêne et ses environs

## Historique
L’évolution de la circonférence de l'arbre (mesures prises à hauteur de poitrine, à 1,30 m du sol) est la suivante :
- 1907 : 5,74 m
- 1958 : 6,87 m
- 1997 : 7,40 m
- vers 2000 : 7,41 m[1]